# 美々津
美々津（みみつ）は、宮崎県中北部、日向市南部の地域。町名としては美々津町。地内には宮の下、高松、落鹿、駅通り、石並、新町、立縫、別府、余瀬、田の原がある。日向市美々津町の郵便番号は889-1111（日向郵便局管区）。
本項では同地域にかつて所在した児湯郡美々津村（みみつむら）、美々津町（みみつちょう）についても述べる。

## 概要
旧児湯郡美々津町。1955年（昭和30年）日向市に編入。耳川（美々津川）右岸から石並川流域を占め、西部は尾鈴火成岩の山地、沿岸部は宮崎平野の北縁をなす。
耳川河口の美々津港は江戸時代は高鍋藩の上方交易港、明治・大正時代は入郷地帯を後背圏とする物資の移出入港となり美々津はその港町として栄えた。
当時の建物、敷地割が残り、瀬戸内船運の西端にあたり、上方風の商家、操船・水運業者の家、漁家が連なり、国の重要伝統的建造物群保存地区として選定される。

## 歴史
古くから港としてにぎわいをみせ、室町時代には日明貿易港としても発展していたことが知られ、江戸時代中期の1740年（元文5年）には洪武通宝（洪武帝の時代に中国で作られた銭貨）240枚が掘り出されたとの記録がある。

### 戦国・安土桃山・江戸時代
- 耳川の戦い中に、大友宗麟軍によって神社仏閣が全て焼かれる。
- 江戸時代には高鍋藩の商業港となり、内陸から耳川で運ばれた木材などの積換え港として栄えた。
- 1690年（元禄3年）9月 山陰・坪谷村一揆の際、延岡藩と高鍋藩の交渉が行われる。
- 1687年・1705年・1729年・1758年に大火が発生し、それぞれ618戸・134戸・123戸・192戸が焼けたという。

### 明治維新後

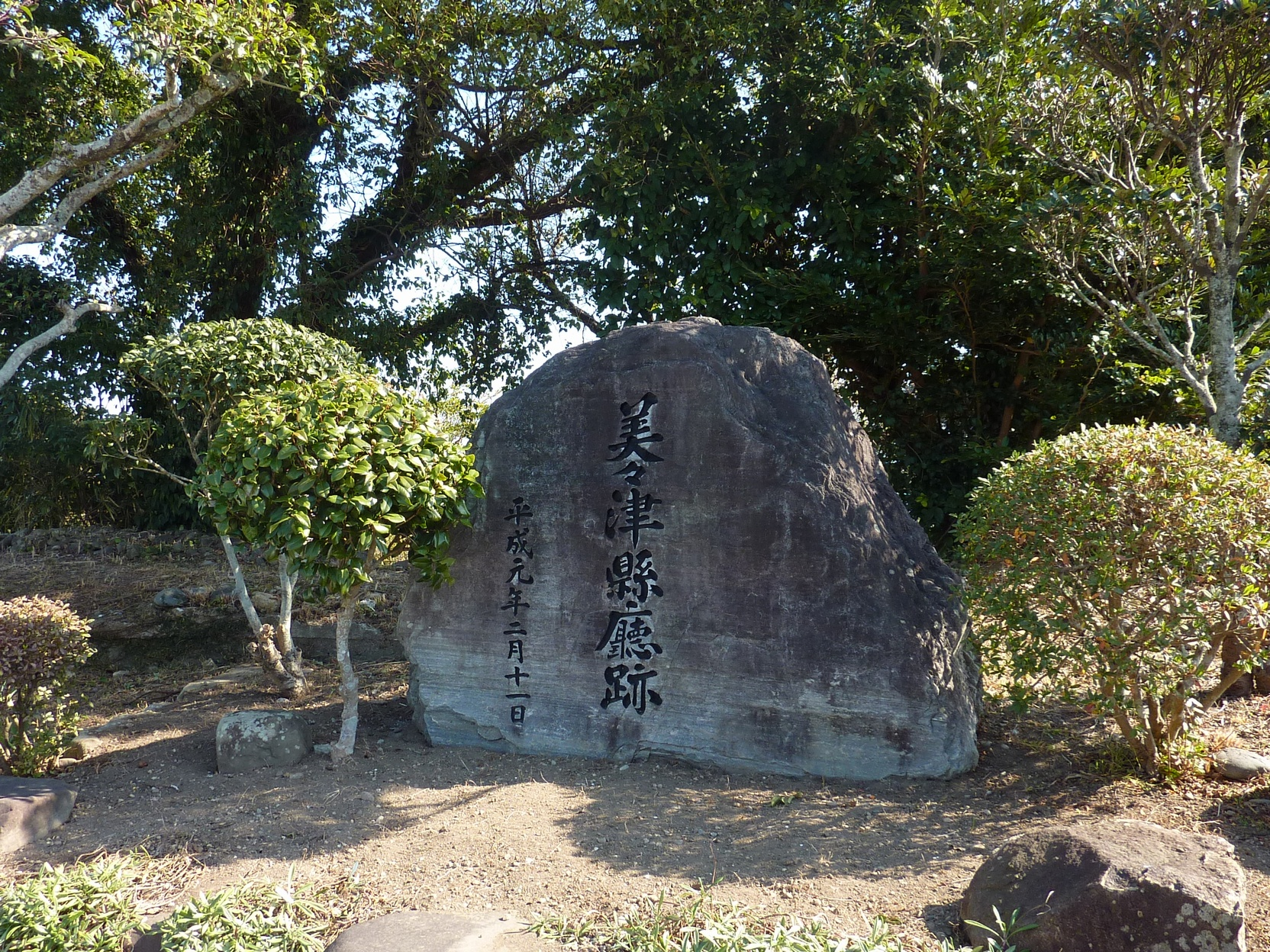
美々津県庁跡

- 明治時代の廃藩置県直後の短期間、美々津県県庁[2]が置かれた。
- 西南戦争中の1877年には、余瀬・飯谷付近が激戦地となる。
- 西南戦争時には、廻船問屋備後屋の商人渡辺喜平が政府軍のスパイになった。
- 1889年（明治22年）5月1日 町村制の施行により、美々津村、高松村が合併して美々津村が発足。
- 1898年（明治31年）10月26日 美々津村が町制施行して美々津町となる。
- 1921年（大正10年）6月11日 鉄道省（現JR九州）日豊本線美々津駅が開業する。
- 1934年（昭和9年） 国道3号線（現・国道10号）美々津橋開通。

### 第二次世界大戦後 - 現代

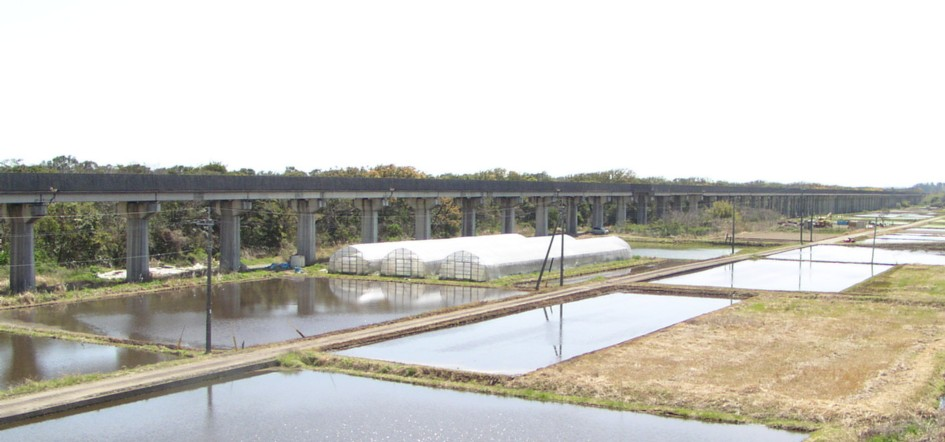
宮崎のリニア実験線

- 1955年（昭和30年）1月1日 美々津町が日向市に編入。
- 1965年（昭和40年）美々津農協は日向市農協組合に合併される。
- 1966年（昭和41年）
  - 3月29日 日向市役所美々津支所が設置される。美々津町と幸脇地域を管轄。
  - 美々津ゴルフ場オープン。
- 1967年（昭和42年）国道10号美々津大橋（全長334m）が開通する。
- 1968年（昭和43年）南日本ブロイラー株式会社（現日本ホワイトファーム）が操業を開始する。三菱商事や日本ハムなど5社が出資。
- 1969年（昭和44年）農村集団電話が開通し195戸が加入する。
- 1971年（昭和46年）
  - 日向市駅 - 美々津駅間の電化工事完成。
  - 美々津地区国営農地開発事業に着工する。
- 1973年（昭和48年）美々津公民館完成。
- 1974年（昭和49年）2月15日　美々津海岸が日豊海岸国定公園の区域に指定される。
- 1977年（昭和52年）4月 日本国有鉄道・鉄道技術研究所がリニア実験線（約7km）を開設する。
- 1979年（昭和54年）リニア走行実験で時速517km、磁気浮上式鉄道の世界新記録を達成。
- 1982年（昭和57年）リニア走行実験で世界初の有人走行実験に成功する。
- 1986年（昭和61年）国の重要伝統的建造物群保存地区として選定される。
- 1996年（平成8年）新実験線を山梨県に建設されることになり、宮崎実験線でのリニア走行試験は終了する。
- 1998年（平成10年）宮崎実験線で東北大学の研究グループによるエアロトレインの走行試験を始める。

## 東征伝説
神武東征出発の地との伝説が残っている。ただし、記紀には美々津もしくはそれと同定できる記述はない。古事記には日向国とのみあり、日本書紀には記述がない。

### 伝承

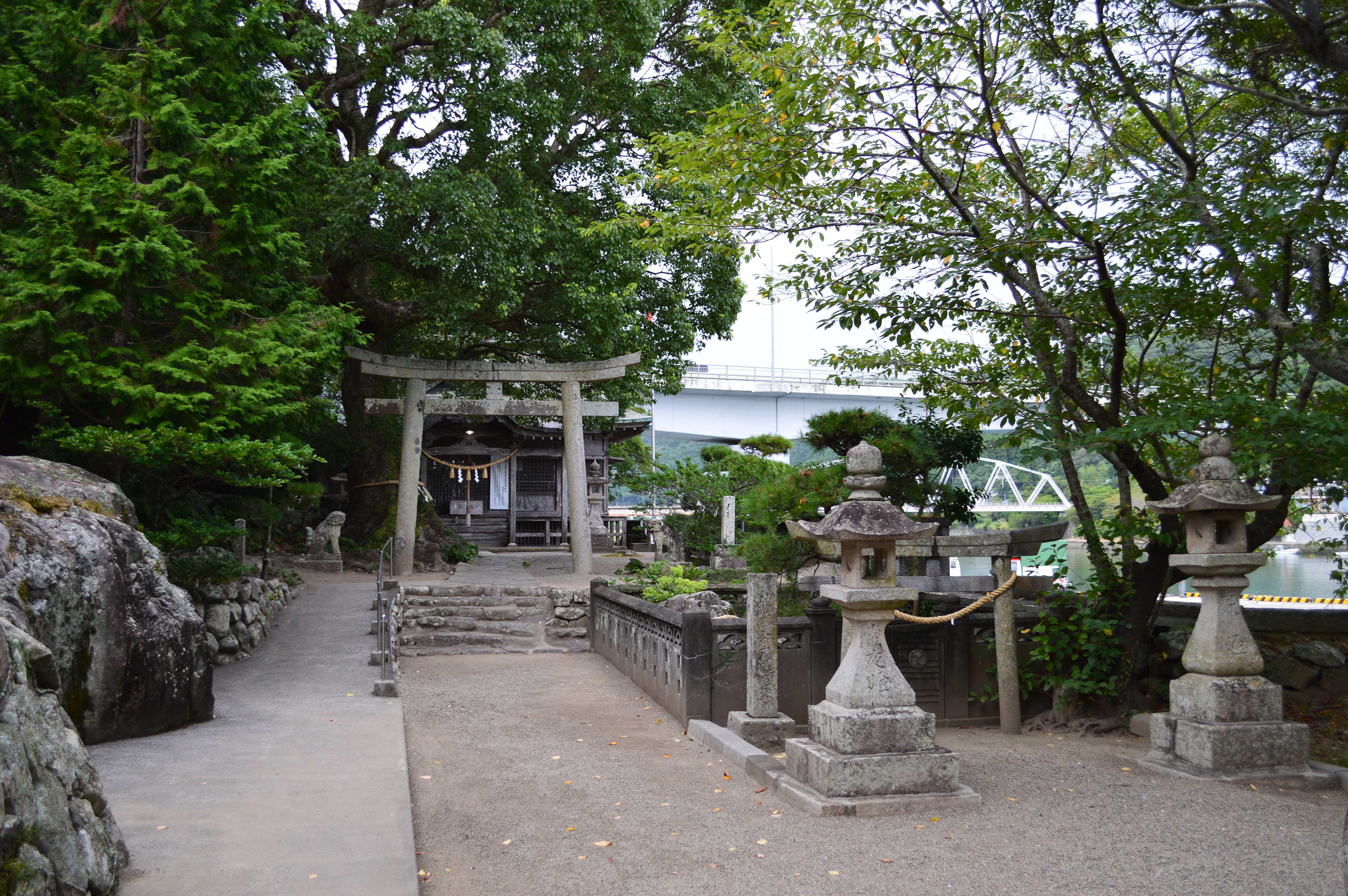
立磐神社

伝承によれば、神武天皇の出航日は旧暦8月1日である。（日本書紀によれば旧暦10月5日である）
神武天皇はこの日の昼に出航の予定だったが、風向きが変わったため早朝に繰り上げ、「起きよ、起きよ」と家々を起こして回った。このことから、旧暦8月1日には起きよ祭りが開かれる。時間がなかったので着物のほつれに気づいても直す暇がなく、立ったまま縫わせた。そのためこの地を「立縫いの里」と呼ぶ。住人たちは出航に合わせて餅を作る予定をしていたが、急遽、小豆と餅米を一緒について渡した。これを「お船出団子」と言い、今に至るまで美々津の名物となっている。
立磐神社には、「神武天皇御腰懸磐」がある。神武天皇が出航の際にこの岩に腰掛け指揮したとされ、社名の「立磐」もこれに由来する。神武天皇と航海神の住吉三神を祭神とする。

### 紀元2600年記念

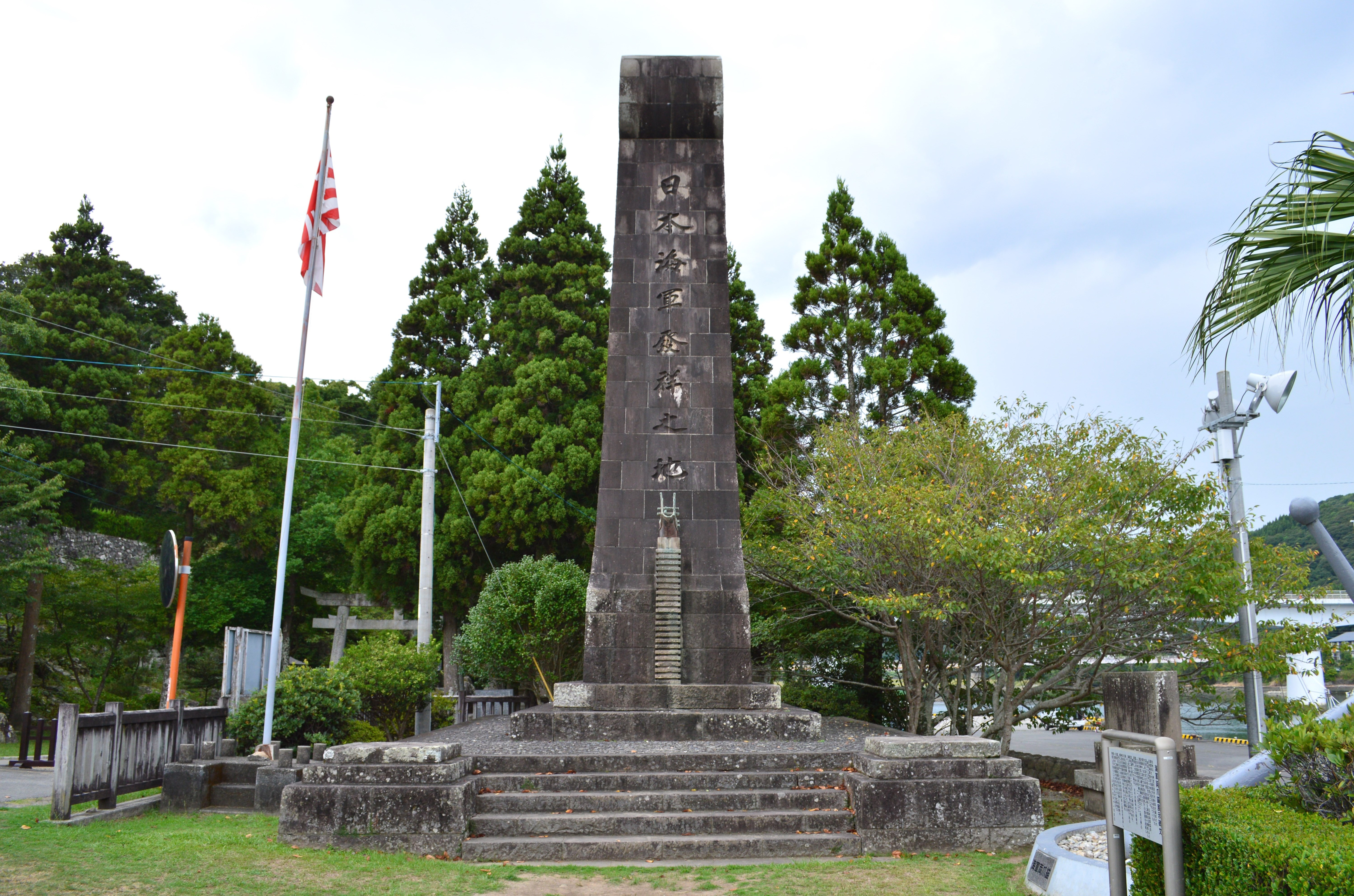
日本海軍発祥之地碑

1940年、紀元2600年記念行事の一環として、海軍協会、大日本海洋少年団、大阪毎日新聞社の主催で、おきよ丸が建造され、神武東征の航跡をたどり、美々津から大阪中之島まで航海し橿原神宮に神楯を奉献した。
続き1942年、「日本海軍発祥之地」碑と両爪錨の像が立てられた。碑文は米内光政内閣総理大臣・海軍大将の筆による。占領期に碑文が一部連合国軍により破壊されたが、現在は修復されている。

## 交通

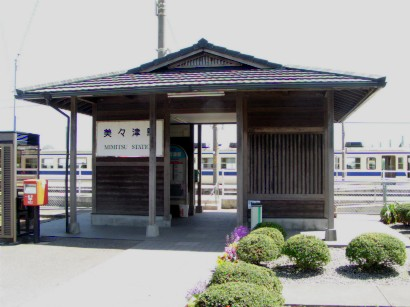
美々津駅

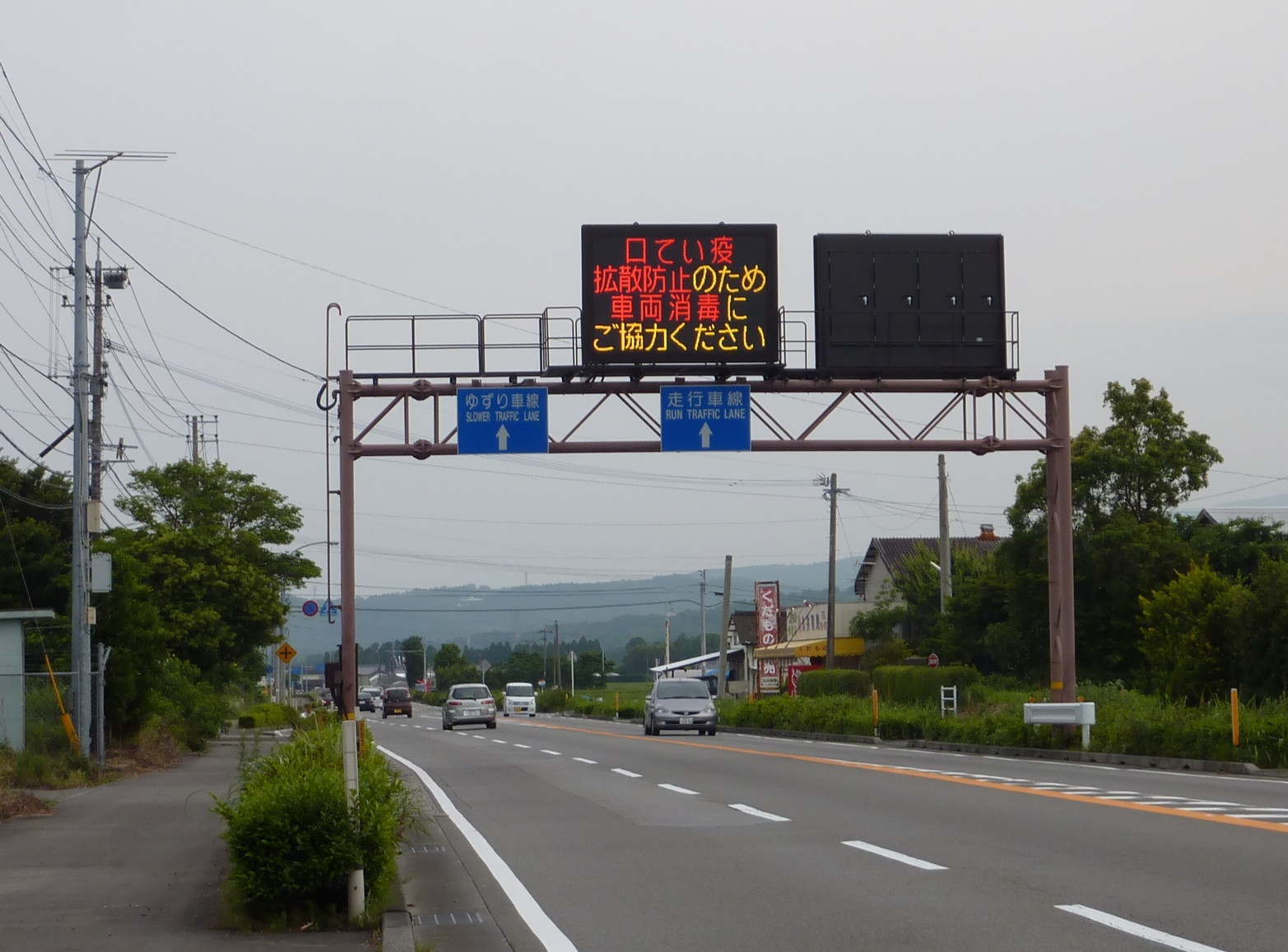
国道10号

港湾
- 美々津港（地方港湾）

鉄道
- 日豊本線：美々津駅

バス
- 南部ぷらっとバス

道路
- 国道10号
- 宮崎県道51号中野原美々津線
- 宮崎県道231号美々津停車場線
- 宮崎県道301号山陰都農線
- 宮崎県道302号高鍋美々津線

## 河川
- 耳川
- 石並川

## 施設
- 日向市役所
  - 美々津支所 (美々津町3432-1)

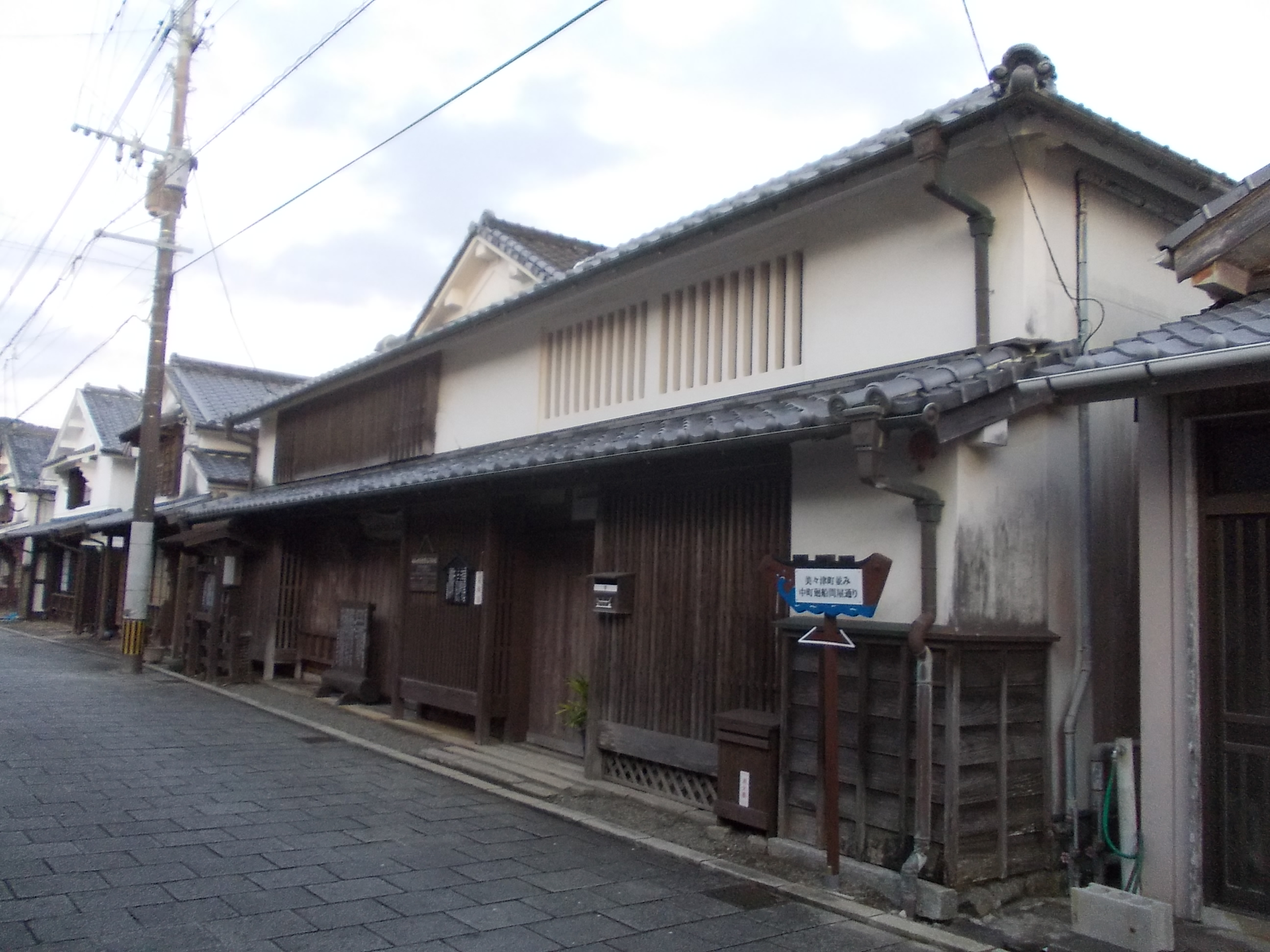
日向市歴史民俗資料館

  - 日向市歴史民俗資料館 (美々津町中町3244)
- 郵便局
  - 美々津郵便局 (美々津町3901-1)
- 教育
  - 日向市立美々津小学校（美々津町3506-1）
  - 日向市立美々津中学校（美々津町2755）
- 警察・消防
  - 日向警察署美々津駐在所（美々津町2880）
- その他
  - 日本ハム惣菜宮崎工場 (美々津町2277)
  - 日本ホワイトファーム宮崎事業所 (美々津町2277)

## 重要伝統的建造物群保存地区

### 重要伝統的建造物群保存地区データ
名称：日向市美々津
ふりがな：ひゅうがしみみつ
種別：港町
選定年月日：1986年12月8日（昭和61年12月8日）
選定基準：伝統的建造物群及びその周囲の環境が地域的特色を顕著に示している
所在場所住所：宮崎県日向市
面積：9万2000平方メートル
解説文：幕末から明治・大正期にかけて廻船業を中心に賑わった港町。地区内には3本の主道路と「ツキヌケ」と呼ばれる防火路が設けられ、それぞれの通りに切妻・妻入り、平入りの建物が混在している。